# 360°マテリアル
『360°マテリアル』（さんびゃくろくじゅうどマテリアル）は、南塔子による日本の漫画作品。
『別冊マーガレット』（集英社）2010年2月号から2012年10月号まで連載された。単行本全8巻。作者の連載デビュー作である。

## あらすじ
主人公である大高美桜は、高校に通うごく普通の女子高生。
ある日、日直をしていた同じクラスの男子である滝直が、男子に人気があり読モ経験もある他クラスの女子から遊びに誘われても、日直の仕事に関することしか聞き返して来ず、呆れられてその女子が去った後にようやく誘いの返答をしていた姿を見て「変わった人」と印象を抱いた。その後駅のホームで偶然滝を見かけるのだが、滝は空を見上げてぼーっとしており危うく電車の迫るホームに落ちそうになるが、気付いた美桜が助ける形となる。滝は飛行機雲を見ていたと言い、飛行機雲がすぐ消えるようなら晴れ、しばらく残るようなら雨という知識を語りだし興味を抱く。またその日見せた滝の笑顔が大きく心に残り、その姿がつい頭に浮かぶ様になっていく。
そして美桜は滝に惹かれていき、後に2人は付き合うこととなり物語が始まっていく。

## 登場人物
大高 美桜（おおたか みお）
本作品の主人公。数学が苦手で赤点の常連。お菓子作りが得意。清水瑠奈、望月由仁とは仲の良い友人であり良く一緒に3人で行動している。
学業やスポーツに関して秀でているものは特になく、むしろ学業は苦手なごく普通の女子高生。変わり者の滝の人間性に惹かれ恋をし付き合っていくことになるが、ちょっとしたことですぐに揺さぶられ、不安になることもあればふてくされることもある。また不満に思っていても口にはなかなか出さず我慢したり、勝手な思い込みをして滝を避けようとするなど、少々考えすぎな面もある。ただしそれは色恋沙汰に関して顕著になるだけで、普段は基本的に他人を想える良い性格であり、友人が喧嘩した際には本気で心配したり、原因になりそうな行為を止めたりも出来る。
誕生日は1月5日（やぎ座）、血液型はB型、身長 163cm。数学と高い所が苦手。
好きな食べ物はお菓子や甘いもの全般、好きな音楽は西野カナと阿部真央、好きな色はピンク、好きな言葉は以心伝心。
滝 直（たき すなお）
美桜のクラスメイト。本人も発言しているが特に数学に特化しており、数学に関しては学年１位を取れるほどである。一度問題を解きだすと周りの声が聞こえなくなるほどの集中力を見せる。飛行機雲から天気を予測したり四葉のクローバーのメカニズムを述べたりと、幅広い知識をもつ。父親の影響で色々知ったと語っている。
美桜のことになると、ムキになる傾向がある。そのためしばしば丸井と張り合うことがあり、一見すると文科系に思えるが丸井に運動面でほぼ互角の勝負をすることもあり、身体能力も意外と高い。
誕生日は5月5日（おうし座）、血液型はAB型、身長 172cm。猫舌のため、熱いものが苦手。
好きな食べ物はコーラ、好きな色は青、好きな言葉は∞。
清水 瑠奈（しみず るな）
美桜の友達。望月由仁とは幼稚園からの幼馴染であり親友。バレーボール部所属。あだ名は「しーちゃん」。3人の中では一番さばさばしておりお姉さん的存在。背が高いことを気にしており、身長測定では背が伸びてないことを喜んでいた。
気分屋の由仁とはよくケンカをし、美桜が2人のケンカを初めて目撃した日には本気で2人の仲を心配するほどのものであった。しかし次の日には周りを呆然とさせるほど、何もなかったかのように過ごす2人がいる。
誕生日は2月3日（みずがめ座）、血液型はA型、身長 170cm。ホラーやオカルトが苦手。
好きな食べ物はしょうが焼き、好きな音楽はMIKA、好きな色は黒、好きな言葉は「継続は力なり」。
望月 由仁（もちづき ゆに）
美桜の友達。清水瑠奈とは幼稚園からの幼馴染であり親友。複数のアルバイトを掛け持ちしており、金銭に関しては、がめつい態度を見せる。背が小さいことを気にしており、またそれが災いして、アルバイトの面接を受けたが落ちたこともある。3人の中では一番我を通すわがままな天真爛漫娘。
若干気分屋な面があり、機嫌が悪い時は瑠奈と良く言い合いのケンカをする。不機嫌時は頭を触られると特に怒る。しかし次の日には何もなかったかのように仲良く一緒にいる。
誕生日は10月25日（さそり座）、血液型はO型、身長 148cm。雷が苦手。
嫌いな食べものはなく、好きな色は黄色と金色、好きな言葉は「転んでもただでは起きない」
丸井 侑輝（まるい ゆうき）
美桜のクラスメイト。同じ中学校出身の男子。バスケットボール部所属。数学が苦手で、美桜と共に赤点の常連となっている。しかし英語はそこそこ得意なようである。
背が高く（高校1年時点で185cm）、スポーツ万能で容姿も良い。そのため中学時代からかなりモテる。過去に付き合っていたことも複数回あるが、そのどれもが相手側からの告白である。バレンタインデーにも多くの女子からアプローチがあるが、チョコレートが食べられない（過去に病院送りになったことがあるほどのカカオアレルギー）ために全て断っている。
美桜とは小学校からの付き合いで、（まともに関わり始めたのは高校から）何かにつけて滝のことで不安な美桜に対して助言をするなど、良い友達であり良い相談役でもあった。しかしある日を境にふと美桜のことが頭によぎるようになってしまう。最初は気のせいだろうと軽く考えていたが後に美桜のことが好きなのだと認め、自身と向き合っていくことになる。
誕生日は6月20日（ふたご座）、血液型はO型、身長 185cm。チョコレートアレルギー。
好きな食べ物はカレー、好きな音楽はRADWIMPS、好きな色はオレンジ、好きな言葉は「余裕」
海老原 茜（えびはら あかね）
滝直の隣人。年齢は美桜や滝たちの1つ下の美少女。滝とは隣同士の幼馴染であり、子供の頃は一緒によく遊んでいた。高校受験の際には滝に家庭教師を依頼し勉強を見てもらうなど、現在も親交は深い。そのため滝のことを「ナオ」と呼んでいる。
思ったことをズバズバ言う物怖じしない性格であり、加えて少々自信家な面もある。とはいえ自分に正直であるだけで常識がないなどといった面があるわけではない。
美桜と出会った当初は過去のとある経験から、美桜を滝から引き離そうと巧妙に画策する。しかし接触をはかるたびに「この人なら大丈夫かも」と美桜のことを認める節を見せる。それからは滝と美桜の関係を邪魔しようとする者を遠ざけようとし出す。その過程で丸井が危険だと判断し接触をするが、逆に丸井に惹かれていく形となってしまう。
誕生日は8月29日（おとめ座）、血液型はA型、身長 157cm。蜘蛛など虫全般が苦手。
好きな食べ物はハンバーグ、好きな音楽はBUMP OF CHICKEN、好きな色は水色、好きな言葉は「有言実行」　　　　　
美和（みわ）
滝の元彼女で1つ年上の先輩。性格が良いとは言えず、茜も発言しているが美桜とは全く違うタイプ。また過去のあることの影響で茜は美和のことを激しく嫌っている。
イッチー
数学教師。ネチネチと嫌味を言う。特に美桜と丸井の赤点常習組を何かと目の敵にしている。
コナン
茜が高校進学時に知り合う同学年の男子。どことなく外見が「江戸川コナン」ぽい。ところから勝手に命名。
彼も優秀なのだがそれ以上に成績優秀な茜に対して、とにかく口うるさく煽ってくる困った性格。しかしその実、茜のことが気になっているような素振りを見せ、何かしら理由をつけては茜が行くところについていこうとしたりもする。

## 書誌情報
- 南塔子 『360°マテリアル』 集英社 〈マーガレットコミックス〉、全8巻
  1. 2010年05月25日発売[2]、ISBN 978-4-08-846530-2
  2. 2010年10月25日発売[3]、ISBN 978-4-08-846585-2
  3. 2011年03月25日発売[4]、ISBN 978-4-08-846637-8
  4. 2011年06月24日発売[5]、ISBN 978-4-08-846668-2
  5. 2011年10月25日発売[6]、ISBN 978-4-08-846710-8
  6. 2012年02月13日発売[7]、ISBN 978-4-08-846745-0
  7. 2012年06月25日発売[8]、ISBN 978-4-08-846790-0
  8. 2012年10月25日発売[9]、ISBN 978-4-08-846845-7